# Copa espanyola d'hoquei sobre patins femenina 2019
La Copa de la Reina d'hoquei sobre patins 2019 fou la catorzena edició de la Copa espanyola d'hoquei sobre patins. Se celebrà des del 21 fins al 24 de febrer de 2019 al Pavelló Olímpic Municipal de Reus. Organitzada per la Federació Espanyola de Patinatge, fou la primera vegada que es disputà la competició masculina i femenina simultàniament. Hi participaren els vuit primers equips classificats de la primera volta de l'OK Lliga 2018-19 i es disputà en format d'eliminació directa amb quarts de final, semifinals i final. El torneig fou retransmès en línia a la plataforma FEP-TV i pel canal de televisió TV3.
Es proclamà campió el Telecable HC, què guanyà a la final al Cerdanyola CH per 7 a 3 i aconseguí el seu quart títol de la competició.

## Clubs participants
- Club Hoquei Patí Bigues i Riells
- Cerdanyola Club d'Hoquei
- Club Patí Manlleu
- Generali HC Palau de Plegamans
- Club Patín las Rozas
- Telecable Hockey Club
- Club Patí Vila-sana
- Club Patí Voltregà

## Competició
El sorteig de les eliminatòries es realitzà també al Pavelló Olímpic Municipal de Reus i comptà amb la presència de l'alcalde de Reus, Carles Pellicer, i el president de la FEP, Carmelo Paniagua.

### Quadre de competició
|  | Quarts de final        | Quarts de final        |                        |       | Semifinals | Semifinals |  |  | Final | Final |
|  |                        |                        |                        |       |            |            |  |  |       |       |
|  | 21 de febrer 15:15 CET |                        |                        |       |            |            |  |  |       |       |
|  |                        |                        |                        |       |            |            |  |  |       |       |
|  | CP Voltregà            | 3                      |                        |       |            |            |  |  |       |       |
|  | CP Voltregà            | 3                      | 23 de febrer 11:00 CET |       |            |            |  |  |       |       |
|  | CP Las Rozas           | 2                      |                        |       |            |            |  |  |       |       |
|  | CP Las Rozas           | 2                      | CP Voltregà            | 4 (0) |            |            |  |  |       |       |
|  | 21 de febrer 17:15 CET |                        | CP Voltregà            | 4 (0) |            |            |  |  |       |       |
|  |                        | Cerdanyola CH          | 4 (2)                  |       |            |            |  |  |       |       |
|  | CP Manlleu             | Cerdanyola CH          | 4 (2)                  | 4     |            |            |  |  |       |       |
|  | CP Manlleu             |                        | 24 de febrer 15:00 CET | 4     |            |            |  |  |       |       |
|  | Cerdanyola CH          | 6                      |                        |       |            |            |  |  |       |       |
|  | Cerdanyola CH          | 6                      | Cerdanyola CH          | 3     |            |            |  |  |       |       |
|  | 22 de febrer 15:15 CET |                        | Cerdanyola CH          | 3     |            |            |  |  |       |       |
|  |                        | Telecable HC           | 7                      |       |            |            |  |  |       |       |
|  | Generali HC Palau      | Telecable HC           | 7                      | 1 (1) |            |            |  |  |       |       |
|  | Generali HC Palau      | 23 de febrer 13:00 CET |                        | 1 (1) |            |            |  |  |       |       |
|  | CP Vila-sana           | 1 (2)                  |                        |       |            |            |  |  |       |       |
|  | CP Vila-sana           | 1 (2)                  | CP Vila-sana           | 0     |            |            |  |  |       |       |
|  | 22 de febrer 17:15 CET |                        | CP Vila-sana           | 0     |            |            |  |  |       |       |
|  |                        | Telecable HC           | 6                      |       |            |            |  |  |       |       |
|  | Telecable HC           | Telecable HC           | 6                      | 5     |            |            |  |  |       |       |
|  | Telecable HC           |                        |                        | 5     |            |            |  |  |       |       |
|  | CHP Bigues i Riells    | 2                      |                        |       |            |            |  |  |       |       |
|  | CHP Bigues i Riells    | 2                      |                        |       |            |            |  |  |       |       |

### Quarts de final
| 21 de febrer de 2019        | CP Voltregà Stern Motor | 3-2     | CP Las Rozas | Reus                              |  |
| 15:15 CET Quarts de final 1 |                         | Informe |              | Pavelló Olímpic Municipal de Reus |  |

| 21 de febrer de 2019        | CP Manlleu | 4-6     | Cerdanyola CH | Reus                              |  |
| 17:15 CET Quarts de final 2 |            | Informe |               | Pavelló Olímpic Municipal de Reus |  |

| 22 de febrer de 2019                                                               | Generali HC Palau                                                                  | 1-1             | CP Vila-sana                                                            | Reus                                                                     |                                                                         |
| 15:15 CET Quarts de final 3                                                        | Puigdueta 14'                                                                      | Informe         | Flores 18'                                                              | Pavelló Olímpic Municipal de Reus Àrbitres: Antonio Gómez i David Cantos |                                                                         |
|                                                                                    |                                                                                    | Tanda de penals |                                                                         |                                                                          |                                                                         |
| Garcia · Busquets · Puigdueta · Florenza · Ferron · Florenza · Busquets · Florenza | Garcia · Busquets · Puigdueta · Florenza · Ferron · Florenza · Busquets · Florenza | 1-2             | V. Porta · L. Porta · Flores · Franci · Comas · Flores · Flores · Comas | V. Porta · L. Porta · Flores · Franci · Comas · Flores · Flores · Comas  | V. Porta · L. Porta · Flores · Franci · Comas · Flores · Flores · Comas |

| 22 de febrer de 2019        | Telecable HC | 5-2     | CHP Bigues i Riells | Reus                              |  |
| 17:15 CET Quarts de final 1 |              | Informe |                     | Pavelló Olímpic Municipal de Reus |  |

### Semifinals
A la primera semifinal, el Cerdanyola CH s'imposà a la tanda de penals al CP Voltregà i es classificà per a la seva segona final de la Copa de la Reina. En un partit igualat, els dos conjunts arribaren al final del temps reglamentari amb empat a 4, amb gols d'Anna Romero, Berta Tarrida (2), Adriana Gutierrez, per part osonenca, i Joana Xicota (2), Gemma Solé i Laia Pera, per part vallesana. A la segona semifinal, el Telecable HC golejà al CP Vila-sana per 6 a 0 i es classificà per a la seva setena final de la competició, quarta consecutiva des del 2016. Marcaren els gols Natasha Lee (2), Marta Piquero (2), Sara Lolo i Maria Sanjurjo.
| 23 de febrer de 2019                           | CP Voltregà Movento Stern                      | 4-4             | Cerdanyola CH                         | Reus                                                                   |                                       |
| 11:00 CET Semifinal 1                          | Romero 4' · Tarrida 6', 28' · Gutiérrez 7'     | Informe         | Xicota 24', 27' · Solé · Pera 49'     | Pavelló Olímpic Municipal de Reus Àrbitres: Alberto López i Erik Rivas |                                       |
|                                                |                                                | Tanda de penals |                                       |                                                                        |                                       |
| Tarrida · Barceló · Gutiérrez · Vistós · Bosch | Tarrida · Barceló · Gutiérrez · Vistós · Bosch | 0-2             | Canal · Pera · Paredes · Ramos · Solé | Canal · Pera · Paredes · Ramos · Solé                                  | Canal · Pera · Paredes · Ramos · Solé |

| 23 de febrer de 2019  | CP Vila-sana | 0-6     | Telecable HC                                                  | Reus                                                                  |  |
| 13:00 CET Semifinal 2 |              | Informe | Lee 7', 26' · Piquero 22', 42' (p.) · Lolo 39' · Sanjurjo 46' | Pavelló Olímpic Municipal de Reus Àrbitres: Sergi Mayor i Joel García |  |

### Final
El Cerdanyola CH i el Telecable HC disputaren la final de la Copa de la Reina 2019 el 24 de febrer al Pavelló Olímpic Municipal de Reus. A la final, s'imposà l'experiència del club asturià, que guanyà per 7 a 3, destacant els quatre gols de Sara Roces. També marcaren pel conjunt asturià Marta González Piquero (2) i Maria Sanjurjo i Gemma Solé, Noeli Paredes i Júlia Canal, pel conjunt vallesà. El Telecable HC guanyà el seu quart títol de la Copa de la Reina i Marta González Piquero fou escollida MVP de la final.
| Cerdanyola CH                     | 3-7     | Telecable HC                                              |
| --------------------------------- | ------- | --------------------------------------------------------- |
| Solé 8' · Paredes 14' · Canal 45' | Notícia | Piquero 3', 43' · Sanjurjo 19' · Roces 21', 21', 37', 47' |

| Cerdanyola CH | Telecable HC |

| #            | Pos. | Nom               |  |
| ------------ | ---- | ----------------- |  |
| 10           | POR  | Mariona Surós     |  |
| 2            |      | Joana Xicota      |  |
| 5            |      | Andrea Massons    |  |
| 6            |      | Txell Gimeno      |  |
| 7            |      | Laia Pera         |  |
| 8            |      | Macarenas Ramos   |  |
| 9            |      | Noeli Paredes     |  |
| 13           |      | Gemma Solé        |  |
| 66           |      | Julia Canal       |  |
| 99           | POR  | Mariona Hernández |  |
| Entrenador   |      |                   |  |
| Carles Marín |      |                   |  |

| Campió de la Copa de la Reina 2019 |
| ---------------------------------- |
| Telecable HC Quart títol           |
| MVP                                |
| Marta González Piquero             |

| #               | Pos. | Nom                    |     |
| --------------- | ---- | ---------------------- | --- |
| 1               | POR  | Elena González Lolo    |     |
| 2               |      | Marta González Piquero |     |
| 5               |      | Sara González Lolo     |     |
| 6               |      | Julieta Fernández      |     |
| 7               |      | Andrea Soberón         |     |
| 8               |      | María Sanjurjo         | 40' |
| 9               |      | Nuria Almeida          |     |
| 22              |      | Sara Roces             |     |
| 27              |      | Natasha Lee            |     |
| 10              | POR  | Judit Morera           |     |
| Entrenador      |      |                        |     |
| Fernando Sierra |      |                        |     |